# 奧村永福
奧村永福（1541年（天文10年）—1624年7月27日（寬永元年6月12日）），日本戰國時代的武將、前田氏的家臣。又稱助十郎、助右衛門。官拜伊予守。號快心。其子有奧村榮明、奧村易英、奧村榮賴。
出生於尾張國。奧村家世代皆仕奉於前田氏、永福本人自前田利家父親前田利春時代即開始在前田家任職。在1569年（永禄12年）因不滿前田利家成為家督而離開前田家成為浪人。
1573年（天正元年）織田家開始侵略越前時永福重新回歸侍奉前田利家。在征伐朝倉氏時多次立功，利家被封至加賀國時，他被任予軍事要衝末森城城主一職。1584年爆發小牧長久手之戰，支持德川方的越中國主佐佐成政率兵攻擊歸屬羽柴方的前田利家，而奧村永福守備的末森城首當其衝，雖然城池的二之丸已經淪陷、永福仍帶領少數的兵力頑強抵抗直到利家的援軍前田慶次郎到來，並成功擊退敵軍。守城戰時、據說永福的賢內助加藤安、曾帶著薙刀協助巡守城內、並準備粥食前往提振傷兵的士氣。
之後他與村井長賴成為加賀前田家的兩大支柱重臣。參與了豐臣秀吉的九州征伐、小田原征伐，利家去世後隱居出家，不久之後在前田利長的邀請之下回鍋前田家，大坂之陣時擔任金澤城城代，之後便待在前田家並一路侍奉到三代家督利常，成為前田家年紀與地位都最高的首席家老，後來因年紀老邁辭官退休，享年83歲。法號永福院殿快心宗活居士。
其後子孫皆代代相傳成為加賀藩的家老。
墓地位在今石川縣金澤市永福寺。寺中並有收藏其肖像畫。